# 大飯町
大飯町（おおいちょう）は、福井県の西部にあった町。
かつては過疎の町であったが、1970年代から原子力発電所の誘致を契機に財政力指数が全国市区町村で10位以内の常連となった財政背景から様々な整備が行われ、上水道、下水道、ケーブルテレビおよびブロードバンドインターネット接続の世帯普及率は100%を達成している。
夏には巨大な松明を回す勇壮な行事、大火勢（おおがせ）が行われ、特に近年観光イベントとして始めた「スーパー大火勢」では高さ約20m、重量1tに及ぶ松明から火の粉が降り注ぐ。
2006年（平成18年）3月3日、大飯町と遠敷郡名田庄村が合併し、おおい町（読みは同じだが、漢字から平仮名に変更）が新設された。

## 地理
リアス式海岸の続く若狭湾に面している。陸繋島である大島半島の先側を有するが、橋で町中心部と直接接続しており、半島の付け根部分を有する高浜町を通らず往来できるようになっている。
- 山：
- 河川：佐分利川
- 半島：大島半島
- 湾：青戸入江

### 隣接していた自治体
- 福井県 小浜市、遠敷郡名田庄村、大飯郡高浜町
- 京都府 綾部市

## 歴史
- 1955年（昭和30年）1月15日 - 大飯郡佐分利村、本郷村及び大島村が合併して、大飯郡大飯町が発足する。
- 1957年（昭和32年）4月1日 - 昭和28年の台風13号災害による被害からの復興の影響で、財政再建団体の指定を受ける。
- 1961年（昭和36年）3月31日 - 地方財政再建整備を終了。
- 1965年（昭和40年）9月17日 - 台風24号災害。災害救助法の適用を受ける。
- 1969年（昭和44年）4月4日 - 福井県・大飯町・関西電力との間で、原子力発電所誘致についての仮協定が結ばれる。
- 1969年（昭和44年）4月10日 - 大飯町議会が原子力発電所誘致を決議する。
- 1972年（昭和47年）7月3日 - 福井県・大飯町・関西電力との間で、安全等に関する協定および地域開発協力協定が結ばれる。
- 1974年（昭和49年）6月1日 - 青戸の大橋が開通。
- 1977年（昭和52年）12月23日 - 大飯原子力発電所1号機が初送電。
- 1978年（昭和53年）7月 - 大飯町大干ばつ。このため佐分利川が干上がる事態が発生。
- 1978年（昭和53年）10月11日 - 大飯原子力発電所2号機が初送電。
- 1979年（昭和54年）3月27日 - 大飯原子力発電所1号機が営業運転を開始。
- 1979年（昭和54年）12月5日 - 大飯原子力発電所2号機が営業運転を開始。
- 1981年（昭和56年）8月22日 - 関西電力より大飯町・大飯町議会に対し、3号機・4号機の事前調査の申し入れが行われる。
- 1985年（昭和60年）3月8日 - 若州一滴文庫開館。
- 1991年（平成3年）12月18日 - 大飯原子力発電所3号機が営業運転を開始。
- 1992年（平成4年）7月25日 - 関西電力の発電所PR館「エルパークおおい・おおいり館」が開館。
- 1993年（平成5年）2月2日 - 大飯原子力発電所4号機が営業運転を開始。
- 1993年（平成5年）7月16日 - 赤礁崎オートキャンプ場がオープン。
- 1994年（平成6年）4月28日 - きのこの森がオープン。
- 1995年（平成7年）1月18日 - 大飯町総合運動公園「プレーパーク大飯」オープン。
- 1996年（平成8年）4月12日 - いきいき長寿村「あみーシャン大飯」が開館。
- 2000年（平成12年）7月22日 - あかぐり海釣公園がオープン。
- 2003年（平成15年）3月9日 - 舞鶴若狭自動車道大飯高浜ICが完成。
- 2003年（平成15年）3月15日 - JR西日本小浜線が電化開業。
- 2006年（平成18年）3月3日 - 大飯郡大飯町及び遠敷郡名田庄村が合併して、大飯郡おおい町が発足する。

## 行政
- 初代：永井刀禰（1995年3月 - 1966年4月）
- 2代：時岡民雄（1966年6月 - 1971年7月）
- 3代：永谷良夫（1971年8月 - 1975年8月）
- 4代：猿橋貫一（1975年8月 - 1987年8月）
- 5代：古池和廣（1987年8月 - 1999年8月）
- 6代：時岡忍（1999年8月 - 2006年3月）

## 経済

### 産業
- 主な産業
- 産業人口（2005年国勢調査）
  - 第一次産業　　343人
  - 第二次産業　　728人
  - 第三次産業　2,302人

#### 漁港
- 大島漁港（第2種）
- 本郷漁港（第1種）
- 犬見漁港（第1種）

#### 原子力発電所
- 関西電力大飯発電所 4基

## 地域

### 健康
- 平均年齢 44.8歳（2005年国勢調査）

### 教育
- 大飯町立大飯中学校
- 大飯町立大島小学校
- 大飯町立佐分利小学校
- 大飯町立本郷小学校

## 交通

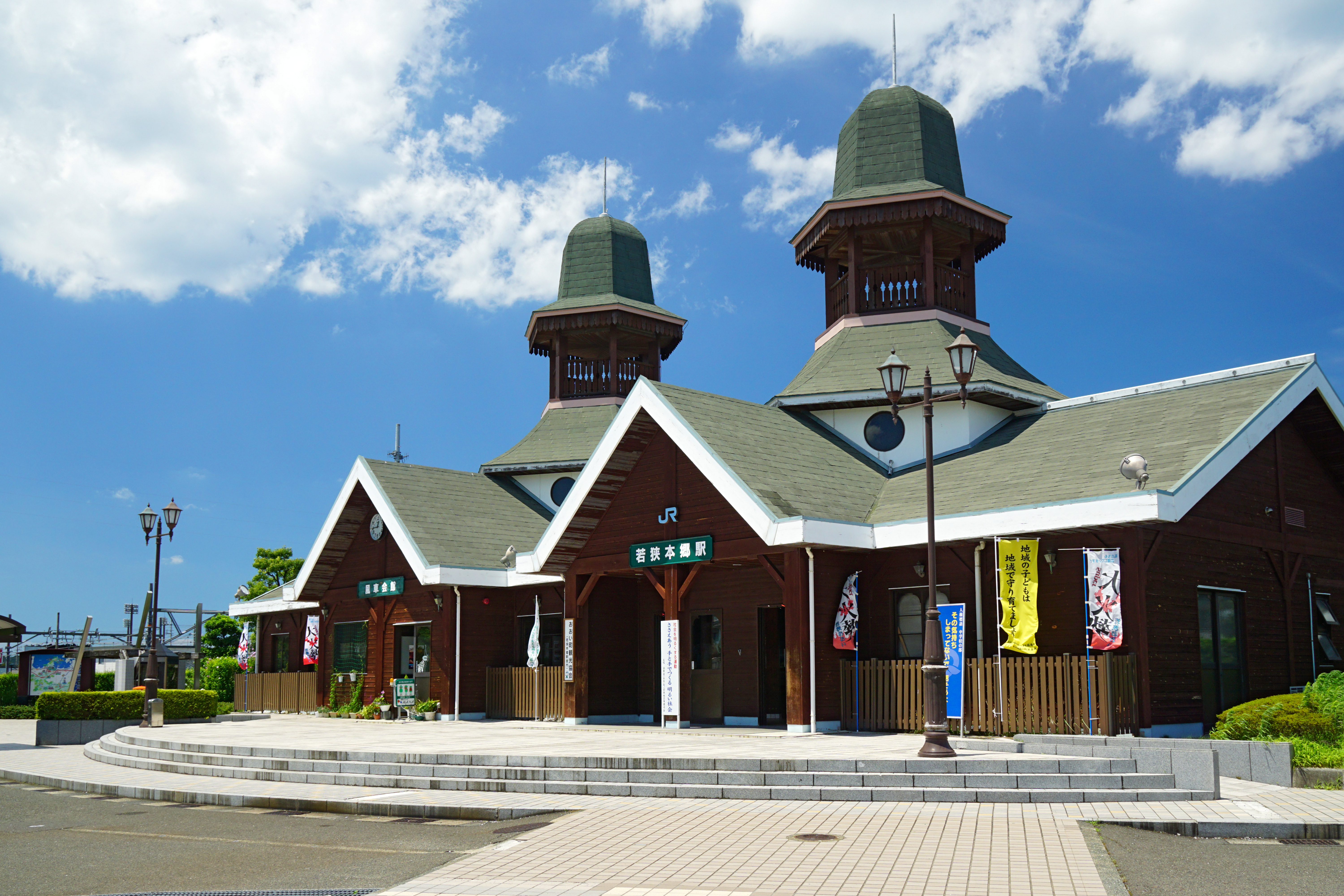
若狭本郷駅

### 鉄道路線
- 西日本旅客鉄道（JR西日本）
  - 小浜線：若狭本郷駅

### バス路線
- 福井鉄道
  - 若狭本郷駅・大飯町役場を拠点に町内2路線を運行。うち1日1往復が小浜駅（小浜市）へ向かう。また、近鉄バスとの共同運行で大阪市内へ向かう高速路線バスが若狭本郷駅に停車する。

### 道路
高速道路
舞鶴若狭自動車道 大飯高浜IC
一般国道
国道27号
都道府県道
福井県道・京都府道1号小浜綾部線
福井県道16号坂本高浜線
福井県道223号岡田深谷線
福井県道241号赤礁崎公園線
福井県道266号犬見崎和田線
福井県道802号小浜大飯高浜自転車道線

## 祭事・催事
- スーパー大火勢（8月上旬）

## 名所・旧跡・観光スポット

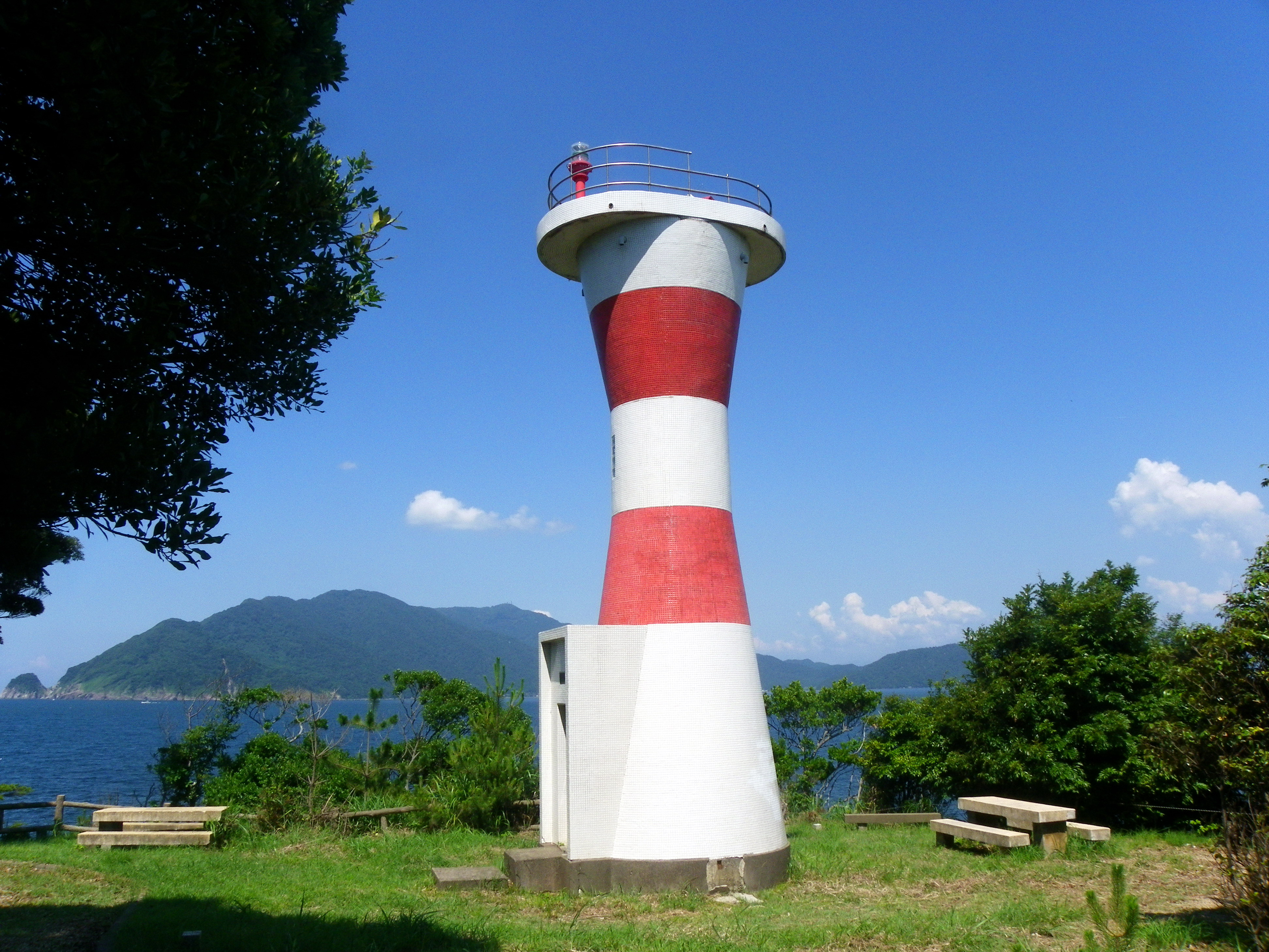
赤礁埼灯台

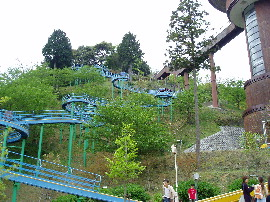
きのこの森

- 若州一滴文庫
- きのこの森
- 大島半島
  - 赤礁埼灯台

## 出身著名人
- 武田元明（若狭武田氏最後の当主・おおい町石山の領主）
- 松丸殿（武田元明の正室）
- 薩摩雄次（政治家、新聞記者、衆議院議員）
- 時岡収次（実業家）
- 松木庄吉（彫刻家。第6回文展に「逆風」を出品して特選。第二次世界大戦で戦死）- 旧遠敷郡熊川村新道（現在の若狭町新道）生まれ
- 水上勉（小説家）
- 渡辺淳（洋画家）
- 時岡忍（政治家、初代おおい町長）
- 中川謙三（実業家、TOKYO MX元代表取締役社長）
- 廣岡義隆（国文学者、三重大学名誉教授）
- 松田通彦（教育者、福井大学教職大学院客員教授）
- 新谷欣也（政治家、おおい町議長）
- 村本大輔（ウーマンラッシュアワー）

## ゆかりのある人物
- 美作朝親（鎌倉時代初期の御家人）- 承久の乱後、本郷の地頭に任じられ同地に下向した。
- 佐分親清（鎌倉時代中期の武士、歌人）- 佐分郷を本拠にした。
- 武藤友益（戦国時代の武将）- 佐分利郷に住んでいた。
- 石渡明（地質学者）- 大飯町から高浜町にかけて地質調査を行っていた時期がある。